# Raduše
Raduše – wieś w Słowenii, w gminie miejskiej Slovenj Gradec. W 2018 roku liczyła 228 mieszkańców. 